# Saissac
Saissac település Franciaországban, Aude megyében. Lakosainak száma 909 fő (2022. január 1.). Saissac Cenne-Monestiés, Lacombe, Montolieu, Saint-Denis, Saint-Martin-le-Vieil, Villemagne, Arfons, Les Cammazes és Sorèze községekkel határos.

## Népesség
A település népessége az elmúlt években az alábbi módon változott:
| Lakosok száma | 705  | 709  | 867  | 996  | 922  | 927  | 929  | 922  | 919  | 909  |
|               | 1968 | 1982 | 1990 | 2006 | 2013 | 2015 | 2017 | 2019 | 2020 | 2022 |